# 1700
1700 (MDCC) var ett undantaget normalår som började en fredag i den gregorianska kalendern och ett skottår som började en måndag i den julianska kalendern. Den julianska kalendern gick 10 dagar efter den gregorianska kalendern fram till och med den 28 februari (nya stilen: 10 mars) och 11 dagar efter från och med den 29 februari (nya stilen: 11 mars). Eftersom den gregorianska kalendern infördes 1582, och 1600 går att dela med 400, blev 1700 första år som inleder ett århundrade att slopa skottåret i den gregorianska kalendern. I Sverige började året med den julianska kalendern och fortsatte så fram till och med den 28 februari. Då man därefter slopade den 29 februari och lät den 28 följas direkt av 1 mars infördes den svenska kalendern, som kom att användas fram till 1712 och alltid ligga en dag före den julianska och tio dagar efter den gregorianska. I Sverige fick hela detta år därför samma mönster som ett normalår som börjar en måndag.

## Händelser

### Januari
- Januari – Sverige sluter förbund med sjömakterna England och Nederländerna.
- 1 januari (GS) – Ryssland börjar med tideräkning efter Kristus, i stället för efter skapelsen.

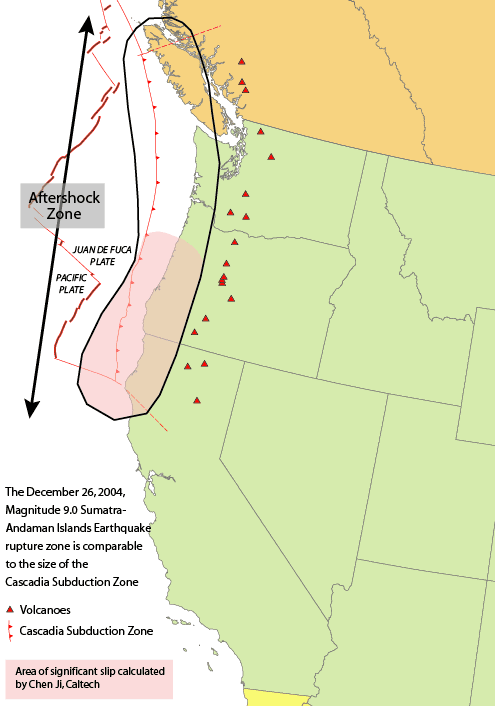
Jordbävning i Kaskadien.

- 26 januari – En stor jordbävning skakar Cascadia subduktionszon utanför Vancouverön till norra Kalifornien, och skapar en tsunami omtalad i såväl nedskrivna källor i Japan som muntlig traditions hos Nordamerikas indianer. Hus i First Nations på Vancouverön kollapsar av skakningen, och en hel byn på öns västkust förstörs, utan att någon överlever.[1]
- 29 januari – Linköping drabbas av en stadsbrand.[2]

### Februari
- 11 februari – En sachsisk-polsk här anfaller Livland, vilket startar Stora nordiska kriget, som inleds med första skedet 1700-1701.
- 12 februari – Den sachsisk-polska hären försöker överrumpla Riga, men svenskarna under befäl av Erik Dahlbergh, avslår anfallet.

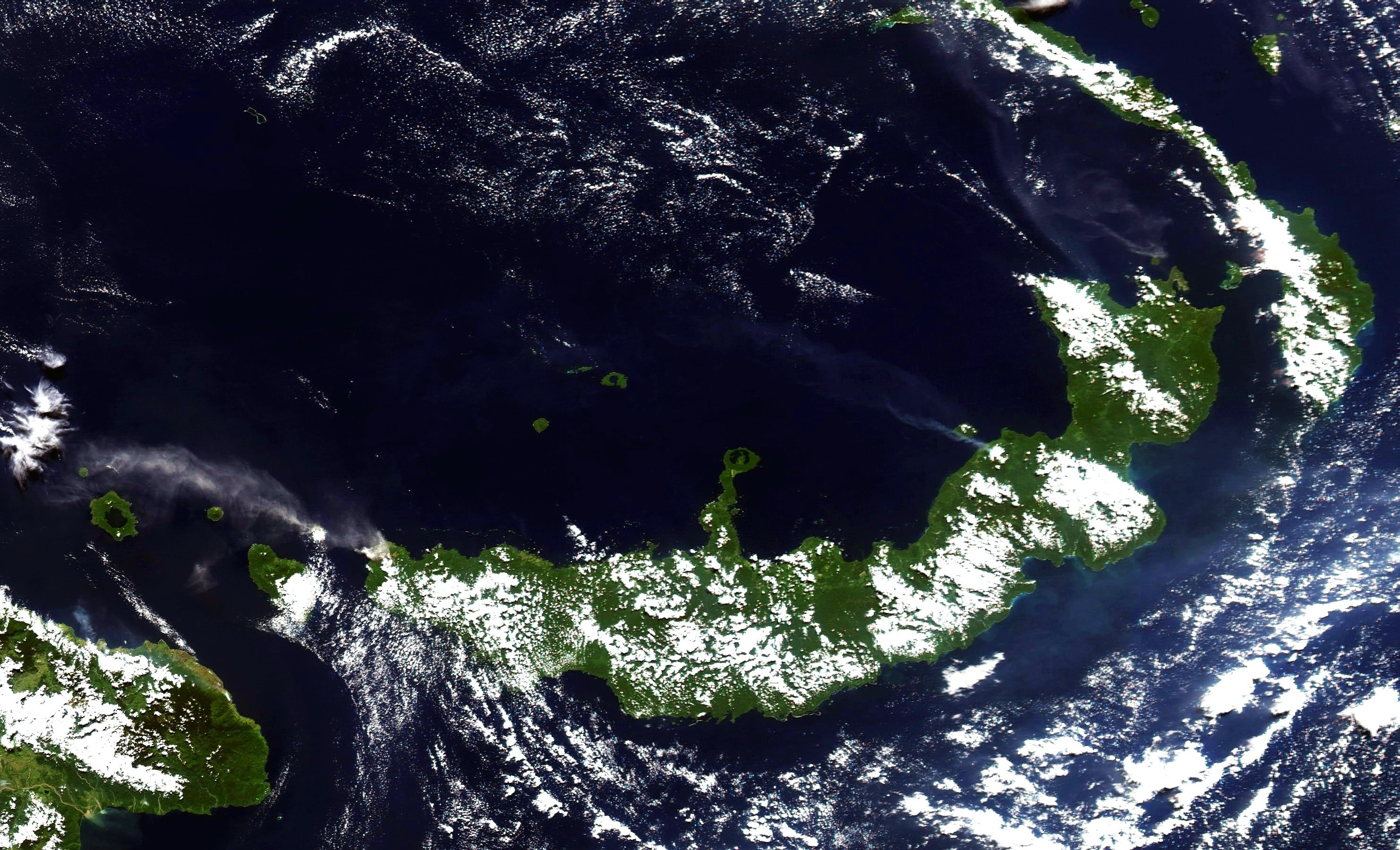
New Britain

- 27 februari – Ön New Britain upptäcks.
- 29 februari (GS) – Skottdagen detta år tas bort i den svenska almanackan, för att man successivt skall övergå till Nya stilen, genom att ta bort skottdagen elva gånger. Man glömmer dock bort att ta bort skottdagen 1704 och 1708, varför Sverige kommer att ha en egen kalender i 12 år.

### Mars
- 1 mars
  - (NS) – Danmark och Norge samt vissa protestantiska tyska kejsarstater inför den gregorianska kalendern.[3]
  - (SS) – Sverige inför den svenska kalendern.[4]
- 20 mars – Karl XII får bud om att även Danmark har gått med i krig, genom att några dagar tidigare ha anfallit Sveriges allierade Holstein-Gottorp.

### April
- April – En stor brand förstör Gondar, Etiopiens huvudstad, och drabbar bland annat palatset.

### Maj
- 29 maj – Christopher Polhammar och Gabriel Stierncrona startar Stjärnsunds manufakturverk.
- 31 maj – Fredrik av Hessen-Kassel gifter sig med Lovisa Dorotea av Preussen.

### Juli
- 12 juli (NS) – Gregorianska kalendern införs i Gelderland.[3]
- 25 juli – Svenskarna under Karl XII landstiger med hjälp av en engelsk-holländsk flotta på 4.900 man i Humlebæk på danska Själland. Strax därefter besegrar de danskarna i slaget vid Reinbeck.

### Augusti
- 8 augusti (SS) – Danmark tvingas till freden i Traventhal, vari den holsteinske hertigens suveränitet i Schleswig erkänns. De förbinder sig också att inte bistå Sveriges fiender.

### September
- September – Ryssarna anfaller i Ingermanland och belägrar Narva.

### Oktober
- 1 oktober – Svenska trupper under Karl XII och Carl Gustaf Rehnskiöld inskeppar sig i Karlshamn och seglar i till Livland.

### November
- 17 november – Svenskarna besegrar ryssarna i slaget vid Pühhajoggi pass.

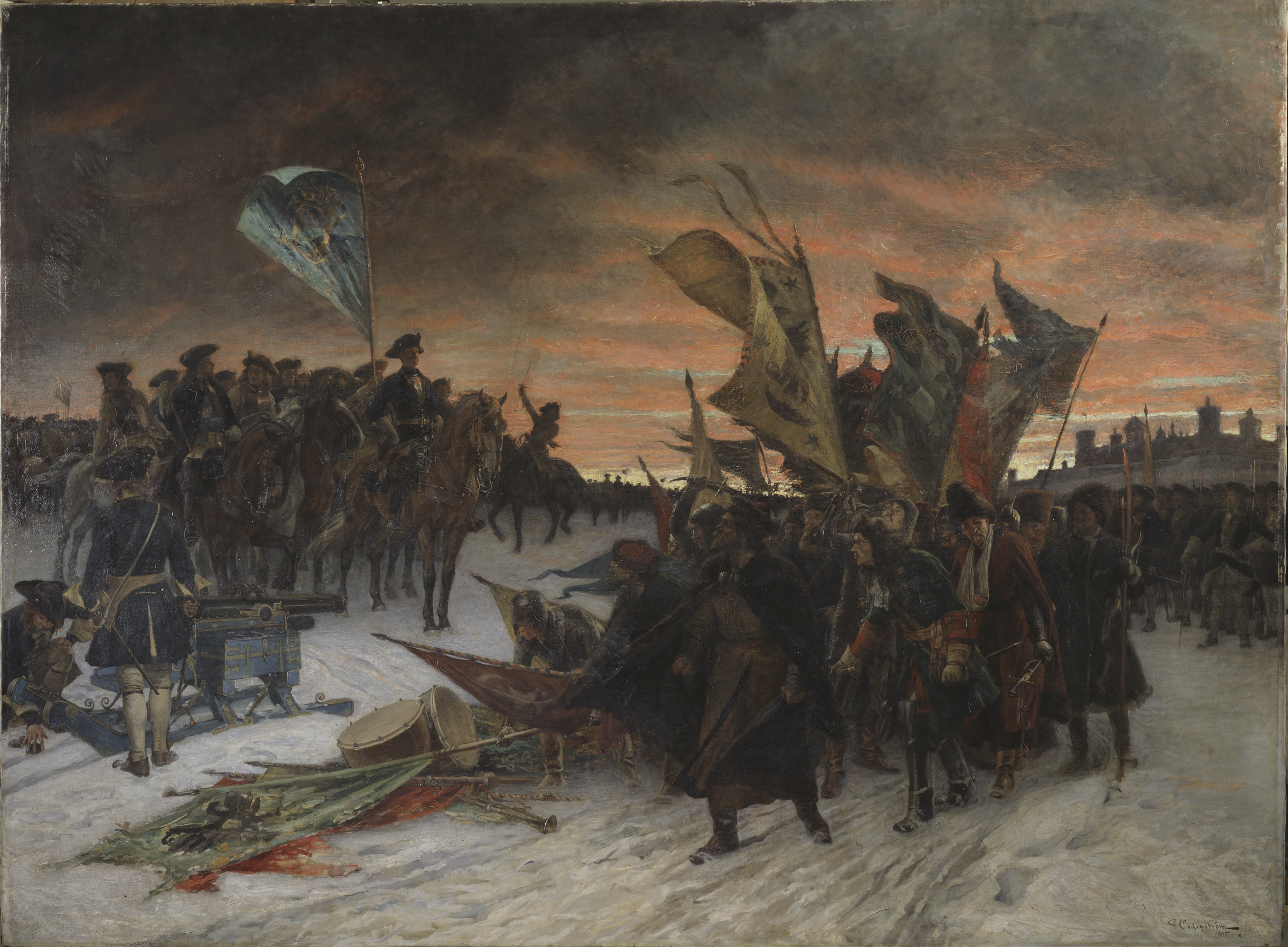
Slaget vid Narva.

- 20 november (SS) – Svenskarna besegrar ryssarna i slaget vid Narva, trots att ryssarna är mer än tre gånger så många. Detta är en av den svenska krigshistoriens största segrar.[5]
- 23 november – Sedan Innocentius XII har avlidit den 27 september väljs Giovanni Francesco Albani till påve och tar namnet Clemens XI.

### December
- 12 december (NS) – Gregorianska kalendern införs i Utrecht och Overijssel.[3]

## Födda
- 9 februari – Daniel Bernoulli, matematiker.
- 15 februari – Casten Rönnow, svensk läkare och donator.
- 25 juli – Jacob Serenius, svensk biskop i Strängnäs 1763.
- 21 november – Charlotta Elisabeth van der Lith, politiskt aktiv guvernörsfru i Surinam.
- 28 november – Sofia Magdalena av Brandenburg-Kulmbach, drottning av Danmark och Norge 1730–1746, gift med Kristian VI.
- 27 december – Fredrik Vilhelm av Brandenburg-Schwedt, preussisk prins

## Avlidna
- 29 juni – Olov Svebilius, svensk ärkebiskop sedan 1681.
- 22 juli – Alderano Cibo, italiensk kardinal.
- 15 september – André Le Nôtre, fransk trädgårdsarkitekt.
- 27 september – Innocentius XII, född Antonio Pignatelli, påve sedan 1691.
- Drottning Zainatuddin av Aceh.

### Fotnoter
1. ↑  ”3.9 magnitude earthquake rattles western Quebec (reference to west coast earthquake)”. CTV.ca. 28 februari 2010. Arkiverad från originalet den 2 mars 2010. https://web.archive.org/web/20100302205259/http://www.ctv.ca/servlet/ArticleNews/story/CTVNews/20100228/quebec_earthquake_100228/20100228?hub=TopStoriesV2. Läst 28 februari 2010.
2. ↑  ”Värmlands brandhistoriska klubb”. Arkiverad från originalet den 12 oktober 2011. https://www.webcitation.org/62NB7kO36?url=http://www.brandhistoriska.org/olyckor_se.html. Läst 25 mars 2011.
3. 1 2 3  Adoption of the Gregorian calendar
4. ↑  ”Tideräkning i Sverige”. http://www.hhogman.se/tiderakning.htm.
5. ↑  ”Det hände i dag – 20 november”. http://webnews.textalk.com/se/calendar.php?id=9747&type=month&ds=20101120&list=true.